# 이폴리토 링콘
이폴리토 "폴리" 링콘 포베다노(스페인어: Hipólito "Poli" Rincón Povedano, 1957년 4월 28일, 마드리드 지방 마드리드 ~)는 스페인의 전 축구 선수로, 현역 시절 공격수로 활동하였다.
현역 12년 동안, 그는 레알 마드리드와 베티스에서 활동하여 239번의 라 리가 경기에 출전해 81골을 기록하였다.
스페인 국가대표팀 경기에 20번 넘게 출전한 링콘은 1986년 FIFA 월드컵에 자국 선수단 일원으로 참가하였다.

## 클럽 경력
레알 마드리드 유소년부를 졸업한 링콘은 레알 마드리드 시절 3차례 중소구단으로 임대되었는데, 처음에는 하부 리그의 디테르 사프라로 가서 1979년 10월 14일에 사라고사에 3-2로 이긴 안방 경기에서 1군 신고식을 치렀다. 같은 경기에서 그는 후반전에 교체로 들어가 2차례 득점하였으나, 수도 연고 구단의 1군 주전으로 올라서지 못했고, 1979년부터 1981년까지 16번의 라 리가 경기에 출전하는데 그쳤다.
링콘은 1981-82 시즌을 앞두고 안달루시아의 베티스로 이적하여 2년차에 소속 구단은 11위의 성적에 그쳤으나, 리그에서 20골을 기록하여 피치치에 등극하였다. 그는 베티스 소속으로 100골에 가까이 득점을 올리게 되었고, 1988-89 시즌 종료 후 소속 구단이 1부 리그에서 강등되자 32세의 나이로 은퇴를 선언했다.
2004년 링콘은 베티스의 이웃 구단 헤레스의 축구 단장을 역임했었다. 그는 카데나 SER와 카데나 COPE에서 스포츠 해설 일을 하기도 했다.

## 국가대표팀 경력
링콘은 3년에 걸쳐 스페인 국가대표팀 경기에 22번 출전하였다. 그가 출전한 첫 국가대표팀 경기는 1983년 4월 27일, 사라고사에서 벌어진 아일랜드와의 UEFA 유로 1984 예선전 경기로, 그는 바르셀로나의 프란시스코 카라스코와 막판 15분을 남겨놓고 교체로 들어가 2-0 결승골을 집어넣었다.
1983년 12월 21일, 링콘은 세비야에서 벌어진 6번째 국가대표팀 경기는, 몰타와의 역사적인 UEFA 유로 1984 예선 최종전 경기로, 4골을 기록해 12-1 대승에 일조하였다. 그는 비록 이후에 프랑스에서 열린 본선 명단에 이름을 올리지 못했고, 멕시코에서 열린 1986년 FIFA 월드컵에서는 본선 선수단에 이름을 올렸지만 출전 기회가 없었다.

### 국가대표팀 득점 기록
| #  | 날짜             | 경기장                        | 상대       | 점수 | 결과 | 대회                      |
| -- | ---------------- | ----------------------------- | ---------- | ---- | ---- | ------------------------- |
| 1  | 1983년 4월 27일  | 스페인 사라고사 라 로마레다   | 아일랜드   | 2–0  | 2–0  | UEFA 유로 1984 예선전     |
| 2  | 1983년 12월 21일 | 스페인 세비야 베니토 비야마린 | 몰타       | 4–1  | 12–1 | UEFA 유로 1984 예선전     |
| 3  | 1983년 12월 21일 | 스페인 세비야 베니토 비야마린 | 몰타       | 5–1  | 12–1 | UEFA 유로 1984 예선전     |
| 4  | 1983년 12월 21일 | 스페인 세비야 베니토 비야마린 | 몰타       | 8–1  | 12–1 | UEFA 유로 1984 예선전     |
| 5  | 1983년 12월 21일 | 스페인 세비야 베니토 비야마린 | 몰타       | 10–1 | 12–1 | UEFA 유로 1984 예선전     |
| 6  | 1984년 5월 26일  | 스위스 제네바 샤르미유        | 스위스     | 3–0  | 4–0  | 친선경기                  |
| 7  | 1984년 5월 31일  | 헝가리 부다페스트 윌뢰이 우티 | 헝가리     | 1–0  | 1–1  | 친선경기                  |
| 8  | 1984년 10월 17일 | 스페인 세비야 베니토 비야마린 | 웨일스     | 1–0  | 3–0  | 1986년 FIFA 월드컵 예선전 |
| 9  | 1985년 1월 23일  | 스페인 알리칸테 리코 페레스   | 핀란드     | 1–0  | 3–1  | 친선경기                  |
| 10 | 1985년 9월 25일  | 스페인 세비야 베니토 비야마린 | 아이슬란드 | 1–1  | 2–1  | 1986년 FIFA 월드컵 예선전 |

## 수상

### 클럽
레알 마드리드
- 라 리가: 1978–79, 1979–80
- 코파 델 레이: 1979–80

### 개인
- 피치치: 1982–83[2]